# Majken Åberg

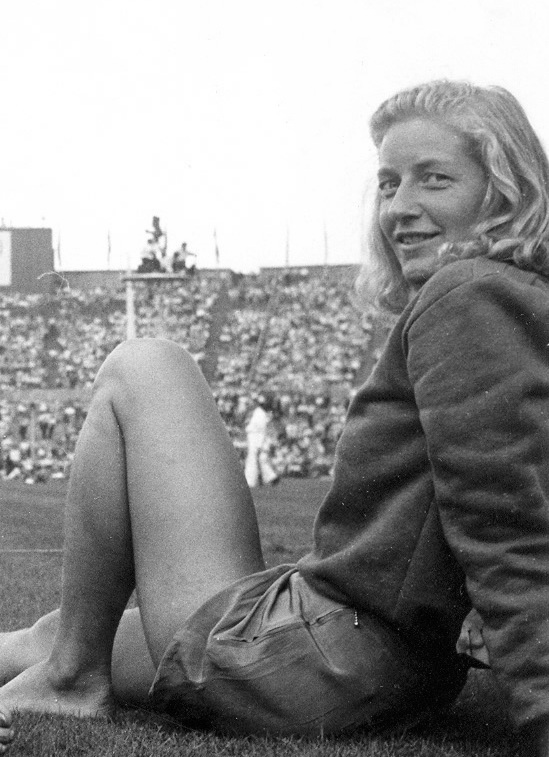
Majken Åberg in den 1940er Jahren

Majken Åberg (* 13. Mai 1918 in Norrköping; † 14. Februar 1999 in Kolmården) war eine schwedische Diskuswerferin.
Bei den Olympischen Spielen 1948 in London wurde sie Siebte mit 38,48 m.
1948 wurde sie Schwedische Meisterin. Ihre persönliche Bestleistung von 40,19 m stellte sie am 28. Mai 1948 in Värnamo auf.
Ihr Vater Arvid Åberg hatte als Hammerwerfer an den Olympischen Spielen 1912 teilgenommen.